# Calyptis semicuprea
Calyptis semicuprea là một loài bướm đêm trong họ Noctuidae.